# Śmierć voodoo
Śmierć voodoo – fenomen nagłej śmierci spowodowanej stresem wywołanym przez przekonanie o rychłej śmierci. Nazwa ma związek z wierzeniami ludów pierwotnych dotyczących klątw i innych podobnych zjawisk. Mechanizm działania „śmierci voodoo” polega na zasadzie samospełniającej się przepowiedni.

## Badania Waltera Cannona
Termin ten (voodoo death) został wprowadzony przez uczonego Waltera Cannona w 1942 roku i dotyczył fenomenu nagłych śmierci.
Jeden z przykładów opowiada o kobiecie, która przez przypadek skonsumowała jabłko pochodzące z obszaru okrytego religijnym tabu, co miało spowodować nałożenie klątwy. Rodzina kobiety zaczęła traktować ją jak umierającą, po czym kobieta faktycznie umarła w ciągu kilku godzin.
Inny przykład dotyczył mężczyzny, który błędnie uważał, że jego lekarz wskazał na niego, trzymając kość. Tego typu działanie oznaczało w religii pacjenta rzucenie klątwy śmierci. Mężczyzna ten natychmiast zaniemógł, wierząc, że rychło umrze. Lekarz jednak wyjaśnił, że przedmiot, który trzymał w ręku, to nie kość, po czym stan pacjenta wrócił do normy.
Analogiczne przypadki obecne są również w krajach rozwiniętych, gdzie pacjenci doznający nieznacznych urazów umierają bez wyraźnych przyczyn, wierząc, że ich uraz prowadzi do śmierci.

## Badania Curta Richtera
Curt Richter chciał zbadać fenomen śmierci voodoo i w tym celu przeprowadził eksperyment z udziałem szczurów. Szczury mogą pływać w wodzie nieprzerwanie przez dwa dni, jednak ich włosy czuciowe (wibrysy) są kluczowe do orientowania się w wodzie. Większość szczurów z obciętymi wibrysami doznaje silnego ataku paniki, który może prowadzić do śmierci. Autopsje zdechłych w czasie eksperymentu szczurów wykazały, że przyczyną śmierci nie jest utonięcie, ale zatrzymanie akcji serca. Jeżeli jednak Richter wielokrotnie wyciągał z wody tego samego szczura, a dopiero potem obciął wibrysy i włożył do wody, szczur czuł się bezpiecznie oczekując, że znowu zostanie wyciągnięty i pływał przez wiele godzin. Richter wyciągnął wniosek, że stres może prowadzić do śmierci, nawet jeżeli realna sytuacja jest zupełnie niegroźna.